# 磷化钆
磷化钆是一种无机化合物，化学式为GdP，具有反铁磁性，它的价带宽度为~4.28 eV。它具有NaCl结构，并在40 GPa转变为CsCl结构。

## 制备
磷化钆可由钆和磷在高温反应得到，并通过矿化法得到单晶。
{\displaystyle {\ce {Gd + P -> GdP}}}